# Заструга
За́струга (за́струг) — нерухомий, витягнутий за вітром вузький і твердий сніговий гребінь завдовжки до декількох метрів і заввишки іноді до 1,5 м (звичайно 20-30 см). Заструги формуються при вітровому руйнуванні щільних заметів снігу, мають круглі навітряні й пологі підвітряні схили. Нерідко в навітряній частині заструги утворюється невеликий карниз, так званий «дзьоб» заструги. Вони перемежовуються вітровими борознами, які виникають у результаті виточування щільного снігу степовим вітром сніговими частками. Більші поля заструг виникають на великих вирівняних просторах, що відрізняються постійними сильними вітрами, особливо на схилі великих льодовикових покривів, де сильні стокові вітри. Оскільки довга вісь заструг збігається з панівними в даній місцевості вітрами, їх використовують для визначення переважного напрямку вітрів на льодовикових покривах і сніжних рівнинах, вони допомагають орієнтуватися при русі по сніжній цілині в умовах поганої видимості.
Термін «заструги» є міжнародним (використовується у формі множини у вигляді sastrugi або zastrugi, в однині пишеться sastrugus з латинським закінченням).
Застругами іноді називають також піщані або галечникові підводні коси.